# داني أغيلار
داني أغيلار (بالإسبانية: Danny Aguilar)‏ (25 فبراير 1986 في كولومبيا - ) هو لاعب كرة قدم كولومبي في مركز الهجوم. لعب مع أتلتيكو ناسيونال وأتليتيكو هويلا وديبورتيفو كالي وديبورتيس توليما وPatriotas Boyacá ‏.

## وصلات خارجية
- داني أغيلار على موقع قاعدة بيانات كرة القدم.إي يو (الإنجليزية)
- داني أغيلار على موقع AS.com (الإسبانية)